# Hrabstwo Ohio (Indiana)

Piramida wieku hrabstwa

Hrabstwo Ohio (ang. Ohio County) – hrabstwo w stanie Indiana w Stanach Zjednoczonych.

## Geografia
Według spisu z 2010 roku obszar całkowity hrabstwa obejmuje powierzchnię 87,43 mili2 (226,44 km²), z czego 86,14 mili2 (223,1 km²) stanowią lądy, a 1,29 mili2 (3,34 km²) stanowią wody. Według szacunków United States Census Bureau w roku 2012 miało 6079 mieszkańców. Jego siedzibą administracyjną jest Rising Sun.